# هوارد نوريس
هوارد نوريس (بالإنجليزية: Howard Norris)‏ هو لاعب اتحاد الرغبي بريطاني، ولد في 11 يونيو 1934 في Porth ‏ في المملكة المتحدة، وتوفي في 30 يناير 2015 في كارديف في المملكة المتحدة.